# Emiliano Brancaccio
Emiliano Brancaccio (Napoli, 1971) è un economista e saggista italiano.

## Formazione e carriera
Si laurea in Scienze politiche nel 1998 presso l'Università Federico II di Napoli con una tesi dedicata al fenomeno della deflazione da debiti. Nel 1999 consegue il Master in Economics del Coripe Piemonte presso il Collegio Carlo Alberto di Torino seguendo i corsi, tra gli altri, di Giancarlo Gandolfo e Luigi Montrucchio, nonché di Elsa Fornero e Pier Carlo Padoan, che in seguito criticherà per il loro operato come ministri. Nello stesso anno risulta vincitore della borsa BNL "Guido Carli" per studi economici all'estero e nell'anno successivo trascorre un periodo di formazione presso la School of Oriental and African Studies (SOAS) dell'Università di Londra. Attualmente è professore associato di Economia politica presso l'Università Federico II di Napoli. Ha pubblicato articoli su varie riviste accademiche internazionali, tra cui Cambridge Journal of Economics, Structural Change and Economic Dynamics, Review of Political Economy, Journal of Post Keynesian Economics. In ambito divulgativo ha collaborato con riviste e quotidiani, tra cui l'Espresso, Il Sole 24 Ore, il manifesto, Financial Times. È stato ospite di varie trasmissioni televisive, tra cui Porta a Porta, Report, Presa Diretta, e ha tenuto una rubrica settimanale intitolata "Eresie" su Rai Radio 1.

## Pensiero economico
Annoverato tra gli esponenti delle scuole di pensiero economico cosiddetto critico o anche eterodosso, è stato definito da Il Sole 24 Ore un economista di «impostazione marxista, ma aperto a innovazioni ispirate dai contributi di John Maynard Keynes e Piero Sraffa». Ha ripreso e sviluppato, contestualmente allo scenario della globalizzazione economica, la tesi della tendenza alla centralizzazione del capitale postulata da Karl Marx, fornendo inedite prove empiriche e un'interpretazione originale del fenomeno collegata al comportamento delle banche centrali quali enti regolatori del ritmo di centralizzazione.
È infatti l'ideatore della cosiddetta regola di solvibilità dei banchieri centrali, un'interpretazione della politica monetaria che si contrappone alla convenzionale regola di Taylor. La "regola di solvibilità" si basa sull'idea che il banchiere centrale non sia in grado di governare il ciclo economico e l'inflazione: il suo ruolo effettivo consisterebbe piuttosto nel gestire la politica monetaria ai fini della stabilizzazione finanziaria e della connessa "regolazione di un conflitto" tra capitali solvibili e capitali potenzialmente insolventi. Tale attività di regolazione influirebbe, tra l'altro, sul ritmo delle liquidazioni, sui relativi processi di centralizzazione dei capitali e anche sulle condizioni di sostenibilità di specifici regimi valutari. Su questo tema ha dibattuto con Lorenzo Bini Smaghi, sostenitore invece dell'idea tradizionale per la quale le banche centrali sarebbero in grado di controllare l'inflazione.
È autore inoltre del testo Anti-Blanchard, che propone un approccio critico al modello macroeconomico prevalente rappresentato dal celebre manuale di Olivier Blanchard, ex capo economista del Fondo Monetario Internazionale. Nella presentazione del volume, Marcello Messori afferma che «le critiche che Brancaccio muove al manuale di Blanchard hanno il merito di mostrare la non univocità delle possibili rappresentazioni analitiche della realtà economica». Francesco Giavazzi, di contro, ha invece sostenuto che la duttilità del modello di Blanchard sarebbe dimostrata proprio dal fatto che Brancaccio lo adopera come base per la sua critica al mainstream. Il volume è stato persino avallato, nonostante le profonde diversità di vedute e formazione accademica, dallo stesso Blanchard, col quale ha poi sostenuto pure un dibattito sulla materia. Robert Skidelsky asserí in merito: «Il fatto che uno dei cardinali dell’ortodossia ante-crisi sia disposto a lodare questo testo eterodosso, è la prova del disordine in cui la macroeconomia mainstream si trova dopo il crollo del 2007-2009».

## Contributi al dibattito di teoria e politica economica
Sviluppando alcune intuizioni di Augusto Graziani e Paul Krugman, diversi anni prima dell'inizio della crisi del 2010 richiamò l'attenzione sulla sostenibilità degli squilibri di bilancia dei pagamenti verso l'estero in seno all'Unione monetaria europea, sui connessi rischi di "mezzogiornificazione" dei paesi periferici dell'Unione e sui conseguenti problemi di tenuta futura dell'eurozona.. Questa tesi, secondo cui la crisi dell'area euro dipende da squilibri nei conti esteri, si distanzia dalla visione prevalente che invece si concentra sugli squilibri nei conti pubblici.
Ha ideato lo standard retributivo europeo, una proposta di coordinamento europeo della contrattazione finalizzata a contrastare la tendenza agli squilibri di bilancia dei pagamenti e alla deflazione salariale all'interno dell'Unione. La proposta è stata sostenuta da varie forze politiche in Italia e all'estero e presentata alla conferenza "Reinassance for Europe" del Partito socialista europeo (Parigi, 16 marzo 2012) ma in seguito accantonata, al pari di altre ipotesi di coordinamento delle politiche europee. Nel 2016 ha quindi presentato al Parlamento europeo una nuova proposta, più generale, definita standard sociale sui movimenti internazionali di capitale..
È stato redattore e promotore della Lettera degli economisti (2010) e del Monito degli economisti (2013) sulla crisi dell'eurozona. I due testi sottolineano gli effetti negativi delle politiche di austerità adottate dai governi europei per fronteggiare la crisi, ed evidenziano che tali politiche accrescono la probabilità di nuove crisi bancarie e alimentano l'instabilità dell'area euro. Tra i firmatari dei documenti vi sono numerosi esponenti della comunità accademica internazionale, tra cui Dani Rodrik, James Galbraith, Wendy Carlin, Mauro Gallegati, Alan Kirman. È stato autore e co-firmatario del documento Italian Economists for an Anti-Virus Plan (2020), pubblicato sul Financial Times durante la crisi del coronavirus. È stato redattore e promotore dell'appello The Economic Conditions for the Peace (2023), pubblicato sul Financial Times e Le Monde e firmato da vari esponenti della comunità accademica mondiale, tra cui Robert Skidelsky. L'appello mette in evidenza i nodi economici che alimentano le tensioni militari a livello mondiale e che andrebbero affrontati per avviare un percorso di pacificazione.
Ha partecipato a vari dibattiti con colleghi economisti ed esponenti istituzionali. Nel 2007, in un confronto televisivo con Francesco Giavazzi, espresse riserve verso la tesi secondo cui gli investimenti diretti esteri apportano sempre benefici a un paese che li riceve. Nel 2012, in un dibattito con Luigi Zingales, criticò l'idea che un aumento della vita lavorativa e della flessibilità dei contratti di lavoro determinerebbero maggiore occupazione. Nel 2014, in un confronto televisivo con l'ex ministro dell'Economia Fabrizio Saccomanni, criticò la ricetta della "austerità espansiva", in base alla quale le restrizioni dei bilanci pubblici favorirebbero la crescita economica. È inoltre intervenuto nella controversia sulla crisi dell'eurozona sostenendo che esistono modi alternativi di gestione di un eventuale abbandono della moneta unica. A questo proposito, commentando l'affermazione di Mario Draghi secondo cui "se un paese abbandona l'euro e svaluta, crea una grande inflazione", ha evidenziato che dalla storia passata delle uscite da regimi monetari si evincono andamenti dell'inflazione e dei salari molto diversificati, dipendenti dal tipo di politica economica adottata da ciascun paese. Nel 2017, in un dibattito con Romano Prodi, ha sostenuto che anziché 'arrestare gli immigrati' l'urgenza del nostro tempo dovrebbe esser quella di 'arrestare i capitali', ossia reintrodurre forme di controllo sugli spostamenti di ricchezze da un paese all'altro. Nel 2018, in un dibattito con l'ex capo economista del Fondo Monetario Internazionale Olivier Blanchard, ha criticato l'utilizzo delle politiche di deflazione dei salari e dei prezzi per rimediare agli squilibri commerciali interni all'eurozona.. Nel 2019, in un seminario in Bocconi con Alberto Alesina, Francesco Giavazzi e Mario Monti, ha sostenuto che gli errori di previsione del Pil commessi dal FMI possono trovare spiegazione in un pregiudizio teorico anti-keynesiano. Nel 2021, in un dibattito con il premio Nobel Daron Acemoğlu, ha sostenuto che la tendenza verso la centralizzazione dei capitali in sempre meno mani costituisce una potenziale minaccia per l'ordine liberaldemocratico vigente. Nel 2022, in una discussione con il premio Nobel per l'economia Vernon Smith, ha sostenuto che il tentativo di quest'ultimo di collegarsi all'analisi dei prezzi degli economisti classici trova piena coerenza solo se si connette al contributo di Piero Sraffa. Nel 2024, in un dibattito con l'ex Governatore della Banca d'Italia Ignazio Visco, ha sostenuto che il liberoscambismo indiscriminato degli anni passati è stata una causa degli squilibri che hanno alimentato l'attuale protezionismo discriminante e foriero di conflitti.

## Altre attività
Nel 2002 è stato relatore della proposta di legge di iniziativa popolare promossa dall'associazione Attac per l'istituzione di una variante della cosiddetta Tobin tax. Nel 2003 è stato responsabile economico del Comitato promotore del referendum per l'estensione dell'articolo 18 dello Statuto dei lavoratori. Tra il 2006 e il 2009 è stato chiamato a far parte del CdA di Banca Toscana del gruppo MPS per risanarne i conti, ed ha assunto una posizione critica nei confronti dell'acquisto di Antonveneta da parte di Montepaschi di Siena. Ha rifiutato varie proposte di candidatura e di incarico amministrativo: nel marzo 2013 ha rifiutato l'incarico di assessore al Bilancio del Comune di Benevento, criticando la "moda" di ricorrere ai cosiddetti "tecnici" nei momenti di crisi politica; nel giugno 2016 ha respinto anche l'invito del nuovo sindaco di Benevento, Clemente Mastella, ad assumere l'assessorato al Bilancio; nel febbraio 2014 ha rifiutato la candidatura alle elezioni europee come capolista della circoscrizione Sud per la lista L'Altra Europa con Tsipras; durante la crisi di governo dell'agosto 2019 alcuni parlamentari ed esponenti politici lo hanno indicato come possibile ministro dell'Economia di un esecutivo di discontinuità.

## Selezione di pubblicazioni
- Le condizioni economiche per la pace, Milano, Mimesis, 2024.
- La guerra capitalista. Competizione, centralizzazione, nuovo conflitto imperialista, Milano, Mimesis, 2022 (con R. Giammetti e S. Lucarelli).
- Democrazia sotto assedio. La politica economica del nuovo capitalismo oligarchico, Milano, Piemme, 2022.
- Non sarà un pranzo di gala. Crisi, catastrofe, rivoluzione, Milano, Meltemi 2020.
- Il discorso del potere. Il premio Nobel per l'economia tra scienza, ideologia e politica, Milano, Il Saggiatore 2019 (con Giacomo Bracci).
- Anti-Blanchard. Un approccio comparato allo studio della macroeconomia, Milano, Franco Angeli, quinta edizione 2021 (prima edizione 2012), con una prefazione di M. Gallegati e un endorsement di O. Blanchard; e Anti Blanchard Macroeconomics. A comparative approach, Edward Elgar 2022, with a preface by R. Skidelsy and an endorsement by O. Blanchard (with Andrea Califano; second edition in English).
- La rivoluzione da Mosca a Cambridge: introduzione a John Maynard Keynes, Esortazioni e profezie, Milano, Il Saggiatore, 2011 (orig. 1931)
- Leggere Il capitale finanziario: introduzione a Rudolf Hilferding, Il capitale finanziario, Mimesis, Milano, 2011 (orig. 1910) (con L. Cavallaro).
- L'austerità è di destra. E sta distruggendo l'Europa, Milano, Il Saggiatore, 2012 (con M. Passarella).
- Crisis and revolution in economic theory and policy: a debate, Review of Political Economy, vol. 31 (2), 2019 (with Olivier Blanchard).
- Centralization of capital and financial crisis: a global network analysis of corporate control, Structural Change and Economic Dynamics, vol. 45, 2018 (with R. Giammetti, M. Lopreite, M. Puliga).
- Structural Labour Market Reforms, GDP growth and the Functional Distribution of Income, Structural Change and Economic Dynamics, vol. 44, 2018 (with N. Garbellini, R. Giammetti).
- Solvency rule and capital centralisation in a monetary union, Cambridge Journal of Economics, 2016 (40, 4). (with G. Fontana).
- Currency regime crises, real wages, functional income distribution and production, European Journal of Economics and Economic Policy: Intervention 2015, vol. 12, 3 (with N. Garbellini).
- Solvency rule versus Taylor rule. An alternative interpretation of the relation between monetary policy and the economic crisis, Cambridge Journal of Economics 2013, 37 (1) (with G. Fontana).
- Current account imbalances, the Eurozone crisis and a proposal for a European wage standard, International Journal of Political Economy, vol. 41, 1, 2012.